# Manolache Costache Epureanu
Emanoil (Manolache) Costache Epureanu, cunoscut mai ales ca Manolache Costache Epureanu (n. 22 august 1823, Bârlad, Tutova, Moldova – d. 7 septembrie 1880, Wiesbaden, Imperiul German) a fost un politician român din secolul al XIX-lea, ministru cu diverse portofolii în diverse guverne, de două ori șeful guvernului de la Iași, după Mica Unire, dar înainte de unirea administrativă a Principatelor Române, precum și  cel de-al doisprezecelea prim-ministru al României, din partea partidului Conservator, în două rânduri, în 1870 (1 mai - 26 decembrie) și în 1876 (6 mai - 5 august).
Conservator de seamă al timpului său, Manolache Costache Epureanu, împreună cu un grup de alți conservatori români marcanți, a fost membru fondator al Partidului Național Liberal din România, la 24 mai 1875.

## Biografie
Manolache Costache Epureanu a început dreptul la Iași, apoi a studiat în Germania, la Heidelberg, Berlin, Göttingen și Jena. La această ultimă universitate și-a susținut, în 1839, doctoratul în drept. Întors în țară, după o scurtă perioadă în care a locuit la Paris, s-a implicat în mișcarea de opoziție împotriva politicii domnului Mihail Sturdza, mișcare aflată la originile revoluției de la 1848. Printre participanții la aceasta avea să se afle și Manolache Costache, motiv pentru care a fost întemnițat și apoi trimis la Galați, sub escortă, împreună cu alți 6 revoluționari: Ioan Cuza, Sandu Miclescu, Zaharia Moldovanu și cei trei frați Rosetti – Răducanu, Lascăr și Mitică. Cei 7 arestați au ajuns la Galați, pe 31 martie și au fost alăturați primului  grup de revoluționari arestați sosiți cu o zi înainte format din: Alexandru (Alecu) C. Moruzi, Alexandru (Alecu) Ioan Cuza, Nicolae Catargiu, Vasile Canta, Grigore Romalo, Dimitrie Filipescu (Alhaz).
În timp ce erau transportați cu bărcile de la Galați  la Măcin, 6 arestați: Moruzi, Al. I. Cuza, Epureanu, Canta, Lascăr Rosetti și Zaharia Moldovanu au reușit să evadeze și să se refugieze la reședința vice-consulului britanic la Brăila, St. Vincent Lloyd, unde au cerut azil. Cu sprijinul acestuia și al consulului austriac la Galați, C. W. Huber, care le-a furnizat pașapoarte austriece au reușit să se îmbarce pe nava ,,Frantz” cu care au călătorit pe Dunăre. Manolache Costache Epureanu, Zaharia Moldovanu, Lascăr Rosetti, Alecu Moruzi împreună cu Iancu Alecsandri, Costache Negri și Alecu Russo, revoluționari urcați pe vasul ,,Franz” la Giurgiu, întrucât nu aveau permisiune să intre în Țara Românească, vor debarca undeva în Banat și se vor îndrepta spre Lugoj. Manolache Costache Epureanu va fi astfel martor la mișcarea revoluționară din Imperiul Austriac. Participă la Adunarea Națională de la Blaj (3/15 mai 1848) și semnează programul revoluționar de la Brașov, „Prințipiile noastre pentru reformarea patriei”, care prevedea abolirea privilegiilor boierești și unirea Moldovei cu Țara Românească „într-un singur stat neatârnat românesc”. La Cernăuți, ia parte la formarea Comitetului revoluționar moldovean.
În 1849, Manolache Costache Epureanu a revenit în Moldova. Noul domn Grigore Alexandru Ghica (1849 - 1856) a arătat simpatie pentru programul revoluționar de la 1848. Între anii 1854 și 1856 servește în magistratura Moldovei ca președinte al Divanului de Întărituri. A fost președintele tribunalului din Bârlad.
După 1856, s-a implicat în luptele pentru Unire, în calitate de membru al Divanului Ad-hoc din Moldova (1857) și al Adunării Elective a Principatului (1858). Cariera sa a luat o nouă întorsătură după alegerea ca domn a lui Alexandru Ioan Cuza, la 5 ianuarie 1859 în Moldova și la 24 ianuarie 1859 în Țara Românească. Între 27 aprilie 1859 și 3 aprilie 1860, Manolache Costache Epureanu a fost prim-ministru în Moldova, calitate în care a făcut primii pași către înlăturarea privilegiilor fiscale, a coordonat secularizarea averilor mănăstirilor neînchinate (chinoviilor), a luat măsuri de modernizare a armatei (înființarea unui batalion de geniu) și a încercat înființarea unor instituții de credit (bancă națională și credit funciar). Între 14 iulie 1860 și 14 aprilie 1861 a devenit singurul prim ministru moldovean al Țării Românești. Aici a elaborat un interesant proiect de înființare a unei Bănci Naționale, cu capital majoritar privat, dar controlată de stat. Conflictul cu Adunarea Legislativă munteană a făcut însă ca, la 14 aprilie 1861, cabinetul său să primească un vot de blam și să fie dat în judecată, printre altele, pentru presupuse nereguli în alegeri și abuzuri în administrație. El a fost achitat de către Înalta Curte de Casație Și Justiție, la 18 septembrie 1862.
Dacă în perioada 1859 - 1861 Manolache Costache Epureanu a fost principalul colaborator al lui Alexandru Ioan Cuza, el s-a îndepărtat treptat de acesta, apropiindu-se de conservatori. După detronarea lui Cuza, la 11 februarie 1866, el a devenit unul dintre principalii lideri ai acestora. Majoritatea conservatoare din Adunarea Constituantă convocată în 1866 pentru a adopta prima constituție internă a țării l-a ales, astfel, președinte al acesteia. În perioada aprilie-decembrie 1870,  a fost prim-ministru, neputând însă a se menține din pricina tulburărilor interne cu care s-a confruntat. În guvernul Lascăr Catargiu, el a devenit, tot pentru o scurtă perioadă (28 octombrie 1872 - 31 martie 1873), ministru al justiției, funcție din care s-a retras după ce Adunarea Deputaților și Senatul au votat înființarea unui Institut de Credit Funciar cu capital autohton (Manolache  Costache susținea înființarea acestuia cu sprijinul capitalului străin). A fost ministru al Lucrărilor Publice (1876).
Conflictul cu mai mulți lideri conservatori, inclusiv cu primul ministru Lascăr Catargiu, l-a făcut pe Epureanu să se întoarcă spre liberali. În 1876, el a devenit, astfel, primul șef de guvern reprezentând Partidul Național Liberal, înființat în 1875. S-a retras însă repede din această funcție, dezaprobând punerea sub acuzare de către Camera Deputaților a majorității miniștrilor fostului cabinet conservator.
Din 1878. Manolache Costache a început să se apropie, din nou, de conservatori. Această apropiere a fost nu doar reușită, dar politicianul a căpătat suficientă autoritate în rândul lor ca, la 3 februarie 1880, el să devină primul lider al Partidului Conservator și autorul primului program politic al acestuia.